# Kenzō Ōhashi
Pour les articles homonymes, voir Ōhashi.
Kenzō Ōhashi (大橋 謙三, Ōhashi Kenzō), né le 21 avril 1934 dans la préfecture d'Hiroshima et mort le 21 décembre 2015, est un footballeur japonais.